# Scaphella junonia
Scaphella junonia ist eine Meeresschnecke aus der Gattung Scaphella innerhalb der Familie der Walzenschnecken (Volutidae).

## Merkmale
Das spindelförmige, festschalige Gehäuse erreicht eine Länge von 115 mm und eine Breite von 47 mm. Es sind 5 bis 6 Windungen vorhanden, die konvex gekrümmt und leicht geschultert sind. Die Mündungsöffnung ist lang und elliptisch und endet in einem schiefen und geringfügig nach außen gewendeten Siphonalkanal. Die Außenlippe ist oben bzw. unterhalb der Sutur dünn und verdickt sich unten etwas. Das Parietalfeld ist sehr dünn glänzend überzogen. Die Spindel ist nahezu gerade und ist auf der Parietalseite durch einen niedrigen Längsrücken begrenzt, der durch das sukzessive Wachstum des Siphonalkanals gebildet wird. Das Parietalfeld weist vier kräftige Plicae auf. Die Skulptur besteht auf den ersten zwei Windungen aus eingetieften Spirallinien und sehr feinen Axiallinien. Die zwei letzten Windungen sind glatt, von einigen sehr feinen Längslinien nahe der Basis abgesehen. Die Embryonalwindung ist glatt in braun gefärbt.
Die Gehäuse sind dunkel elfenbeinfarben bis cremefarben mit braunen Flecken in spiraligen Reihen. Die Flecken sind unregelmäßig annähernd rundlich oder auch viereckig. Die Farbflecke unter der Sutur auf der letzten Windung sind am größten. Das Periostracum ist braun und sehr dünn.

## Geographische Verbreitung und Lebensraum

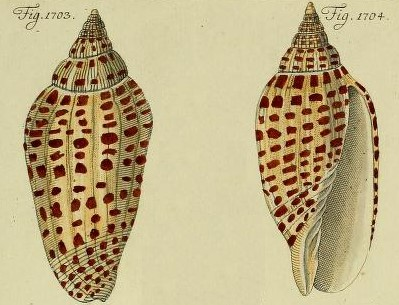
Typusexemplar, abgebildet bei Chemnitz, Neues systematisches Conchylien-Kabinett, Bd. 11, Taf. 177, Fig. 1703 und 1704

Sie lebt in Tiefen von 3 bis 126 m im subtropischen Westatlantik (je nach Unterart) von North Carolina bis Florida, und den Golf von Mexiko bis nach Yucatán.

## Taxonomie
Das Taxon wurde 1804 von Jean-Baptiste de Lamarck als Voluta junonia durch Indikation erstmals erwähnt. Lamarck gab nur eine Indikation auf Chemnitz, vol. 11, Taf. 177, Fig. 1703–1704. Die Art ist die Typusart der Gattung Scaphella Swainson, 1832. Die Gattung Scaphella wird von manchen Autoren in drei Untergattungen unterteilt. Die Art wird derzeit in 5 Unterarten unterteilt.
- Scaphella junonia butleri Clench, 1953, Yucatán
- Scaphella junonia curryi Petuch & Berschauer, 2019, Golf von Mexiko
- Scaphella junonia elizabethae Petuch & Sargent, 2011, Flachwasserunterart, lebt in 3 bis 10 m Wassertiefe, Florida Keys
- Scaphella junonia johnstoneae Clench, 1953, Alabama, 29 bis 126 m Wassertiefe
- Scaphella junonia junonia (Lamarck, 1804), Yucatán

## Trivia
Die Unterart Scaphella junonia johnstoneae ist offizielles Staatssymbol des US-Bundesstaats Alabama.